# Leonidovo (Kursk)
Leonidovo (en ruso: Леонидово) es un pueblo ruso perteneciente al óblast de Kursk. Situado en el suroeste del país, forma parte del distrito de Sudzha.
El pueblo se encuentra ocupado por Ucrania desde el 7 de agosto de 2024, en el marco de la Incursión ucraniana en el óblast de Kursk de agosto de 2024. 

## Geografía
Leonidovo está a 15 km al noroeste de Sudzha y 88 km al suroeste de Kursk. 

## Historia
El 7 de agosto de 2024, el pueblo fue escenario de una incursión en la óblast de Kursk de las Fuerzas Armadas de Ucrania en el transcurso de la guerra ruso-ucraniana.El 15 de agosto, el gobierno ucraniano anunció la formación de una administración militar para brindar ayuda humanitaria a los civiles y mantener la ley y el orden, donde se integró a Leonidovo.

## Demografía
La evolución demográfica de Leonidovo entre 2002 y 2010 fue la siguiente:
| 78                             | 56 |
| (Fuente: Population of Russia) |    |

En el censo de 2010, el 76% de la población eran rusos.

## Infraestructura

### Transporte
El pueblo está a 1 km de la carretera 38N-449, que lo conecta con Novoivánovka.